# Die verschwundene Frau (film 1937)
Die verschwundene Frau è un film del 1937 diretto da E.W. Emo.

## Produzione
Il film fu prodotto dalla viennese Projectograph-Film Oskar Glück GmbH.

## Distribuzione
In Germania, il film ottenne il visto di censura B.46538 del 21 ottobre 1937 con il divieto di visione ai minori di 14 anni. Il 27 ottobre, la pellicola fu presentata a Vienna.